# Mademoiselle Le Kain
Christine-Georgette-Charlotte Sirot, bekannt als Mademoiselle Lekain (* um 1734 im Burgund; † 18. August 1775 in Paris), war eine französische Schauspielerin.
Sirot kam schon als Kind nach Paris, wo ihr Vater Staatsanwalt wurde. Sie bekam das erste Engagement bei einer privaten Theatertruppe. Diese spielte im Hôtel de Clermont-Tonnerre, wo sie den Schauspieler Lekain kennen lernte und, obwohl sie eine ganze Schar von Verehrern hatte, entschied sie sich für ihren späteren Mann, trotz seines zur Schau getragenen Selbstbewusstseins. Es dauerte auch nicht lange und sie wurde schwanger. Die Hochzeit fand 1750 in St-Severin, gegen den Willen seiner Familie, statt. Um trotzdem heiraten zu können, hätte er aber 25 Jahre alt sein müssen, also fälschte er seine Papiere.
Sirot galt zwar als schön, aber oberflächlich und verschwenderisch. Sie begann deshalb schon im zweiten Jahr ihrer Ehe fremd zu gehen und verließ vorübergehend ihren Mann. Das wiederholte sich mehrfach, aber ihr Mann verzieh ihr jedes Mal. Er verschaffte ihr sogar, als Favorit der Comédie-Française, ein Engagement, obwohl ihre schauspielerische Leistung nur mittelmäßig war, aber sie durfte 1757 in einer Komödie debütieren. Allerdings erhielt sie erst 1761 ein festes Engagement und wurde somit Sociétaire de la Comédie-Française. 1762 verließ Sirot ihren Mann endgültig, der sie aber weiterhin liebte und ihr bis zu seinem Tod stets beistand. Bis 1767 wurde sie regelmäßig besetzt und nahm dann den Bühnenabschied, mit der üblichen Pension von 1000 Livre.